# Santuario de San Giuseppe (Agrigento)
El santuario de San Giuseppe es un lugar de culto católico ubicado a lo largo de Via Atenea en la ciudad de Agrigento.
En el templo está documentada una de las cofradías más antiguas de la ciudad: la Cofradía de San José, fundada en 1622.

## Historia

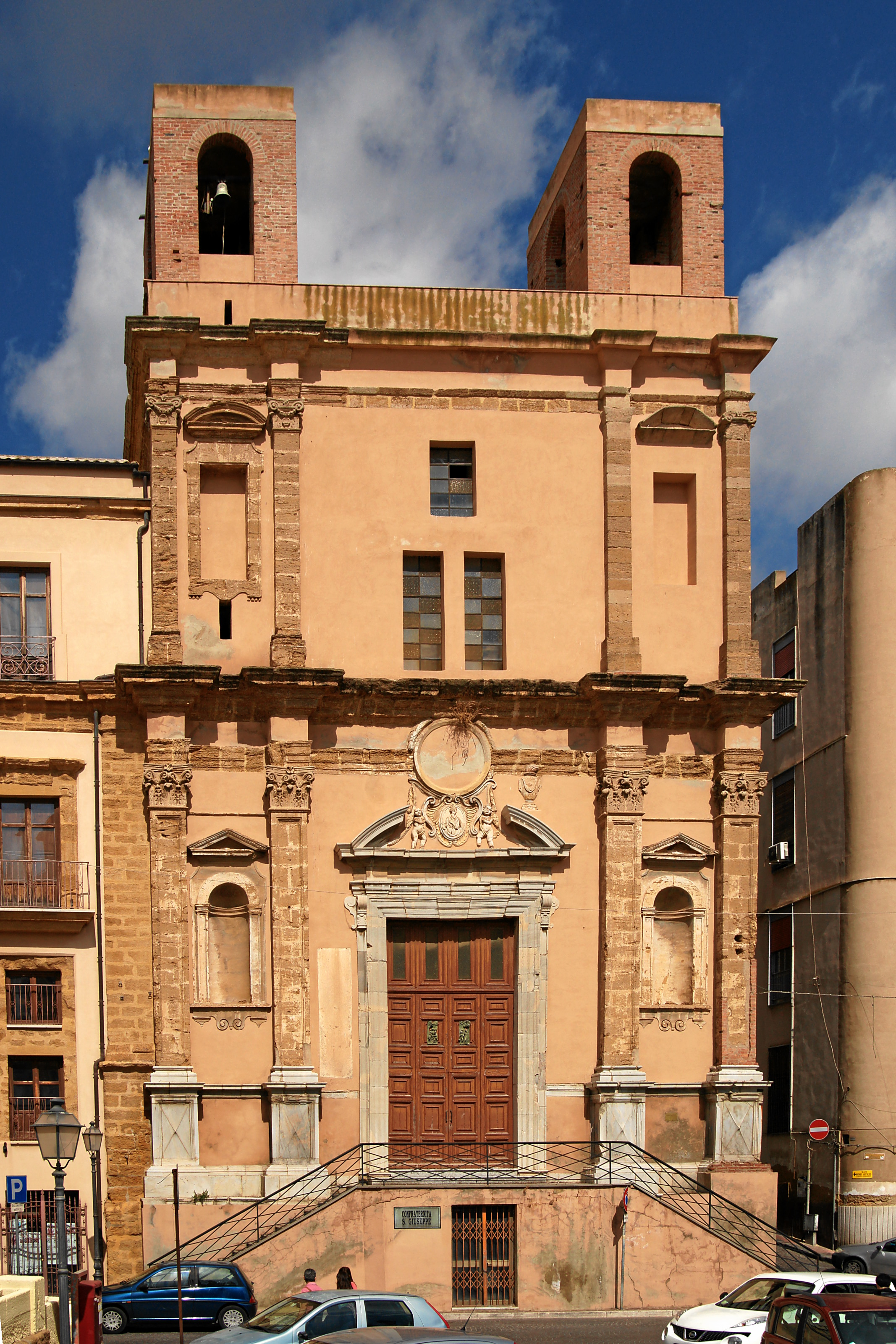
Fachada.

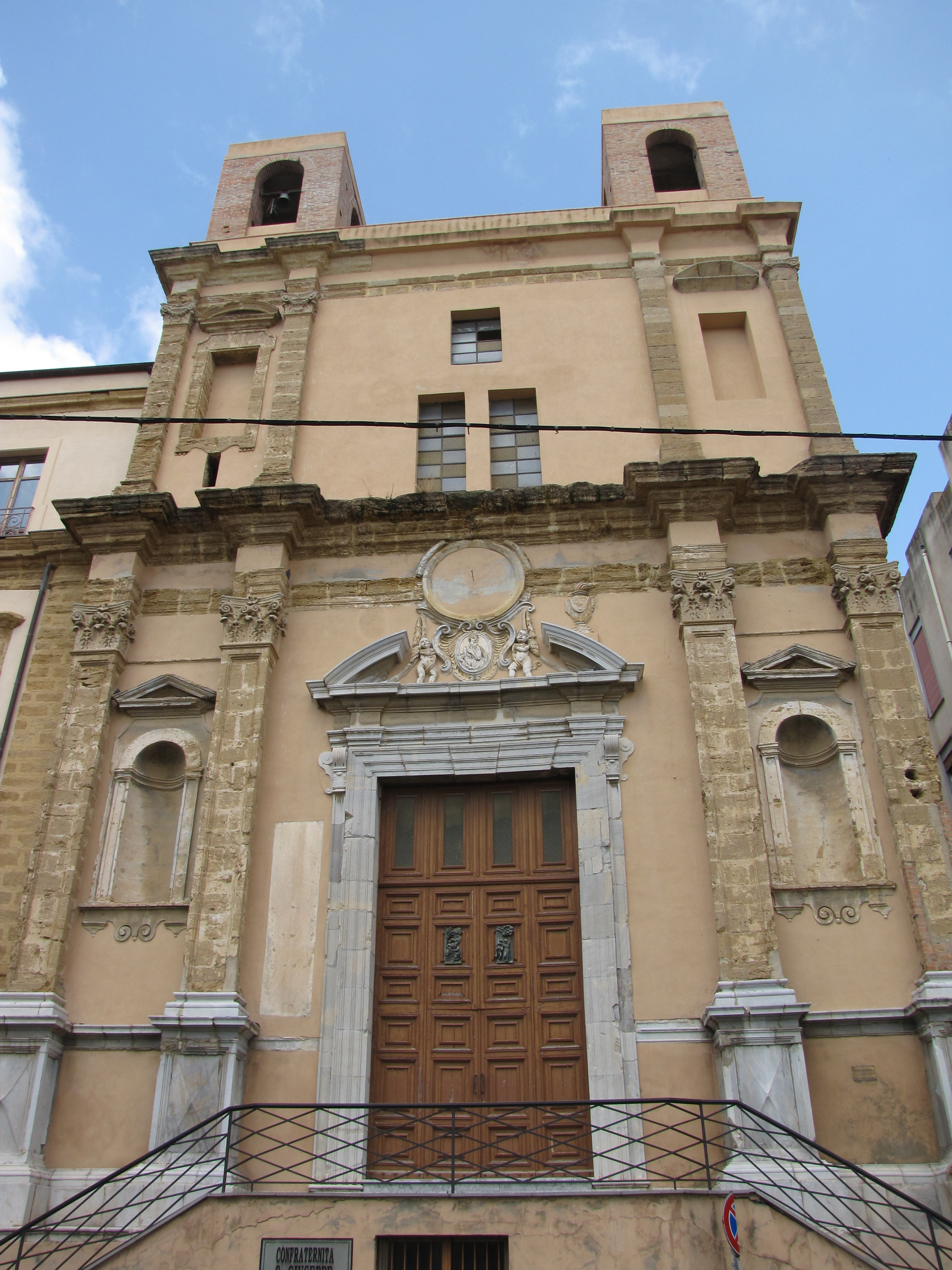
Fachada.

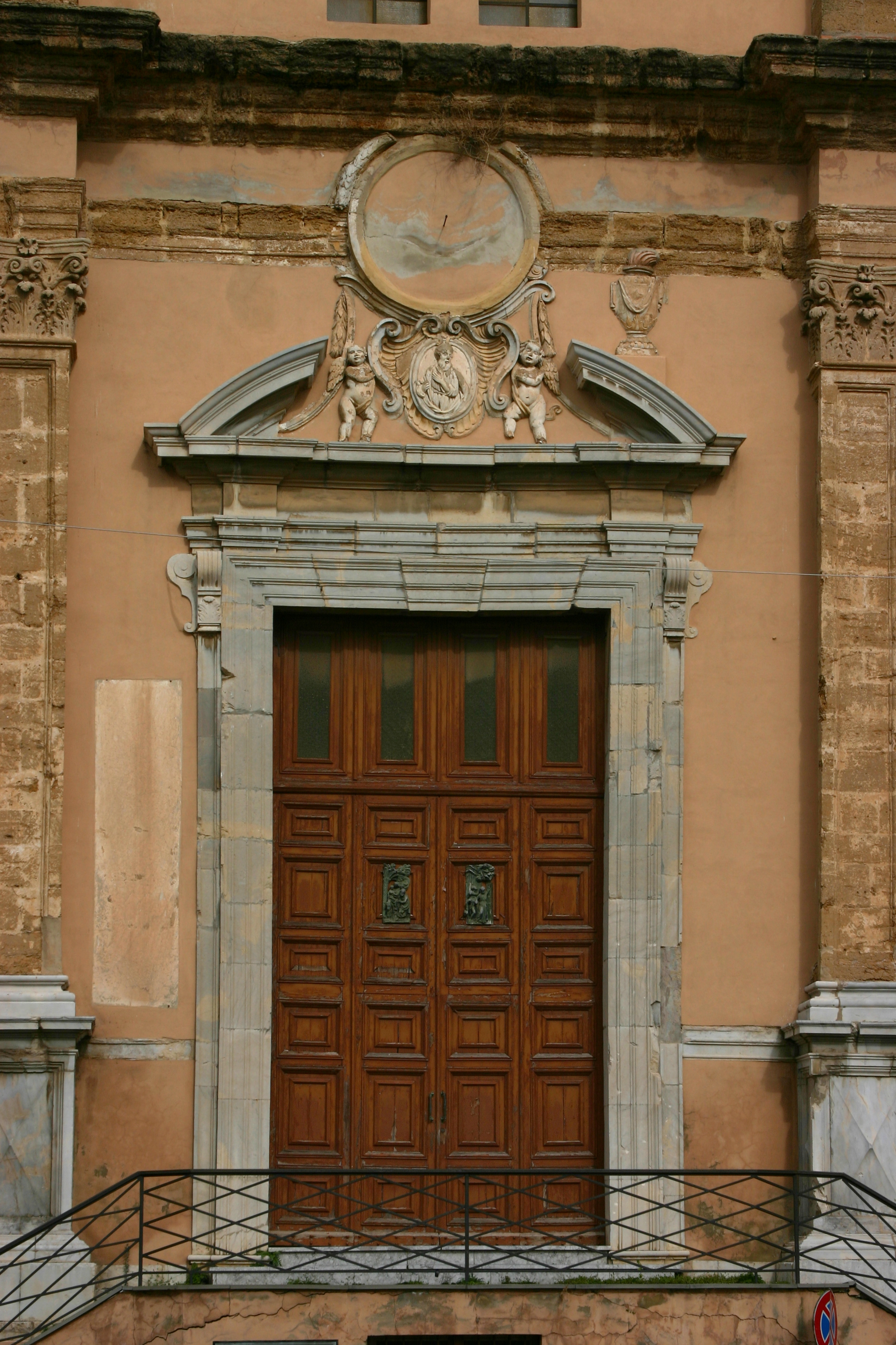
Portal.

### Era española
Un templo primitivo dedicado a San Giuseppe probablemente existió en Agrigento ya en el siglo XVI, circunstancia atestiguada por un acta notarial (testamento) de 3 de octubre de 1562, una construcción mucho más pequeña y modesta que la actual. El edificio fue ampliado y transformado totalmente entre 1656 y 1660, en la época en que surgió cerca de la iglesia la Confederación del Oratorio de San Filippo Neri de los Padres Filipinos.

### Era borbónica
Las actividades de mejora en las formas actuales continuaron desde 1719, hasta el acta notarial de constitución canónica de la institución filipina que data del 23 de agosto de 1726. La finalización parcial se puede atribuir a la actividad y al patrocinio de celosos religiosos pertenecientes a la confederación.
Por tanto, en casi tres siglos el templo ha sufrido varias renovaciones, muchas de sus partes están incompletas debido a inconsistencias en los proyectos, revisiones periódicas y agotamiento de los recursos. La fachada está inacabada en la parte más alta y los campanarios se encuentran en estado rústico.

### Era contemporánea
- 1934. Elevación a parroquia.
- 19 de marzo de 1964. Trigésimo aniversario de la elevación a parroquia. Elevado a la dignidad de santuario diocesano, el obispo Giuseppe Petralia, el párroco don Giuseppe Bondì.
- 2018. Obras de restauración.
- 30 de abril de 2019. Después de 19 años de permanencia cerrada al culto, gracias a las obras de restauración realizadas con los fondos 8 x 1000, con una solemne celebración eucarística presidida por el arzobispo de Agrigento Francesco Montenegro, el santuario fue reabierto.[1]

## Exterior
Fachada simétrica con campanarios laterales gemelos divididos en tres órdenes mediante cornisas - hilada de piedra. Las superficies enlucidas están delimitadas por pares de pilastras, las nervaduras descansan sobre pedestales altos en el primer orden e incluyen nichos coronados por frontones triangulares, en el segundo orden hay huecos rectangulares incompletos coronados por frontones arqueados, el tercer orden inacabado tiene dos campanarios recién esbozados. El único vano de acceso de la fachada está enmarcado por un portal caracterizado por un macizo arquitrabe rematado por un tímpano arqueado quebrado con un escudo intermedio en bajorrelieve y jarrones flameados en los cimacios. El aparato central de estuco representa al Padre Putativo en retrato de medio cuerpo sobre un medallón sostenido por querubines entre volutas, rizos y festones. En el centro está el cuadrante vacío coronado por ventanas centrales en el segundo nivel.
La superficie para caminar se eleva un par de metros por encima de la superficie de la carretera. De hecho, se llega al portal de entrada a través de dos escaleras laterales comunicadas de desarrollo isósceles.

## Interior
Distribución de una sola nave, tres arcos rebajados con altar mural, monumental sillería barroca del coro a los lados de la contrafachada. Las bóvedas de los techos, pintadas al fresco por Raffaele Gurrieri, presentan escenas de la vida de San José en el eje longitudinal medio, en el centro la Gloria de San José, en los extremos dos escenas de la vida de la Sagrada Familia. Otro lienzo, a la izquierda del altar mayor, está inspirado en los últimos momentos de la vida del Patriarca.Los tramos marcados por pilastras están coronados por capiteles corintios y una elaborada cornisa con molduras. El presbiterio está conectado con la sala a través de un arco triunfal, la sala está presidida por una cúpula octogonal con penachos pintados al fresco, una de las pocas presentes en las iglesias de la ciudad.
Aparatos decorativos de estuco.

### Pared derecha
Coro barroco monumental.
- Primer arco: Capilla de Santa Rita da Cascia. Altar y hornacina con estatua que representa a Santa Rita de Casia.
- Segundo arco: Capilla. Altar y hornacina.
- Tercer arco: Capilla. Altar y hornacina.

### Pared izquierda
Coro barroco monumental.
- Primer arco: Capilla. Altar y hornacina.
- Segundo arco: Capilla del Santo Crucifijo. Altar relicario con Crucifijo con la inscripción EX OSSIBVS MEIS, artefacto coronado por estucos que representan Padre Eterno con querubines.
- Tercer arco: Capilla. Altar y hornacina.

### Altar mayor
Alzado de mármol de estilo neoclásico con tímpano sostenido por un doble par de columnas dispuestas en perspectiva convexa. Quiosco con hornacina central.

## Obras documentadas
- ?, Don Bosco y los niños, grupo escultórico procedente del antiguo instituto Gioenino, sede temporal de los Salesianos.
- Calogero Cardella, Virgen María conocida como Madonna della Vittoria y el Niño Jesús, estatua.
- ?, Santa Lucía, estatua.
- Siglo XVIII, San Filippo Neri, estatua de madera.
- Calogero Cardella, San José, estatua de madera.

## Cofradías
- En el templo está atestiguada la Cofradía de San Giuseppe (1622), [2] del gremio de carpinteros y talladores de madera.

## Párrocos
- Don Giuseppe Bondì
- Don Giuseppe Di Marco
- Don Calogero Scopelliti
- Don Luigi Mazzocchio
- don saverio pititteri
- Don Enzo Sázio